# Sally Free and Easy
Sally Free and Easy ist das ein halbes Jahrhundert unveröffentlicht gebliebene Debüt-Solo-Album des Akustikgitarristen Jon Mark, der um 1964 von dem Schallplattenproduzenten Shel Talmy unter Vertrag genommen wurde.

## Geschichtliches und Wirkung
Das von Shel Talmy im Juli und August 1965 produzierte und für die baldige Veröffentlichung bestimmte Akustik-Folk-Album erschien erst im Jahr 2017 mit einigen Outtakes sowie Jon Marks im November 1964 aufgenommenen Debüt-Single (Baby I’ve Got A Long Way To Go / Night Comes Down) als Bonustracks beim Label Cherry Red Records.
Jon Mark nahm den titelgebenden Folk-Klassiker Sally Free and Easy einmal mit Akustik-Gitarre, einmal mit Sitar auf, wodurch sein Album eines der ersten Pop- bzw. Folk-Alben ist, auf denen die Sitar als bestimmendes Begleitinstrument verwendet wurde. Sitar-Anklänge sind auch bei Marks Lied Baby I Got a Long Way to Go zu hören, das Talmy im Sommer 1965 Ray Davies von den Kinks vorgespielt hat, der das Sitar-Klangbild in seinem Lied See My Friends mittels entsprechend gestimmter Gitarren und Double-Tracking nachgeahmt hat. Da aber Marks Album bis 2017 unveröffentlicht blieb, wurde den Kinks die Ehre zuerkannt, als erste Sitar-Anklänge in die Pop-Musik integriert zu haben. Aus diesem Grund hat Talmy in Interviews wiederholt eigens darauf hingewiesen, dass es Marks unveröffentlicht gebliebenes Lied war, das Davies zu der Sitar-Klangbild-Nachahmung des Kinks-Hits „See My friends“ angeregt hat.  Weitaus wichtiger ist die Klarstellung, dass Jon Mark bereits 1965 bei seiner Einspielung des Folk-Klassikers Sally Free and Easy die Sitar als Begleitinstrument auf einem Folk-Album verwendet hat.

## Titelliste
Geplantes Album (1965)
1. Sally Free & Easy (Sitar Version)
2. Paris Bells
3. Confusion
4. Blues for Hobbits
5. I was Born in Winter
6. Going Down the Road
7. Love from Afar
8. Gotta Make Their Future Bright
9. The Vulture
10. Buddy Can You Spare A Dime
11. What Will You Do When I’m Gone
12. Portland Town

Bonus-Tracks (2017):
1. Baby I’ve Got A Long Way To Go
2. Night Comes Down
3. If You’re Gonna Leave Me
4. North Country Fair [= Bob Dylans „Girl from the North Country“]
5. Once I Loved A Girl
6. Black Girl
7. You Don’t Know My Mind
8. The First Time
9. Sally Free & Easy (Acoustic Guitar Version)
10. Baby I’ve Got A Long Way To Go (Acoustic Version)
11. Stagger Lee
12. Room Service (Blues Run The Game) (von Jackson C. Frank)